# Маргелов, Анатолий Васильевич
Анатолий Васильевич Маргелов (24 июля 1938 — 6 мая 2008, Таганрог) — советский российский учёный, доктор технических наук, Заслуженный изобретатель РСФСР. Сын В. Ф. Маргелова.

## Биография
Анатолий Маргелов родился 24 июля 1938 года в семье военного, будущего Героя Советского Союза, командующего Воздушно-десантными войсками СССР В. Ф. Маргелова; мать — педагог, Феодосия Ефремовна Маргелова.
В 1954 году окончил с серебряной медалью таганрогскую среднюю школу № 2 им. А. П. Чехова, в 1959 году — Таганрогский радиотехнический институт.
С 1962 года работал в Таганрогском НИИ связи. Соавтор 220 изобретений.
Умер 6 мая 2008 года. Похоронен на Николаевском кладбище в городе Таганроге.